# 明星杉の子劇場
『明星杉の子劇場』（みょうじょうすぎのこげきじょう）は、1963年（昭和38年）9月7日から1964年（昭和39年）9月28日までTBS（関東ローカル）で放送されていた子供向け番組のシリーズである。全56回。明星食品の一社提供。

## 概要
子供向けの人形劇やテレビドラマを放送していた番組シリーズ。子供たちに安心して見せられる、楽しい物語を提供してくれる番組を流してほしいという母親たちからの要望を受けて企画された。

## 放送時間
いずれも日本標準時。
- 土曜 13:30 - 14:00 （1963年9月7日 - 10月26日）
- 月曜 18:00 - 18:30 （1963年11月4日 - 1964年9月28日）

## 放送作品一覧
| タイトル       | 放送期間                 | 話数 | ジャンル     | 原作                 |
| -------------- | ------------------------ | ---- | ------------ | -------------------- |
| 龍の子太郎     | 1963年9月7日 - 10月26日  | 8    | 人形劇       | 松谷みよ子           |
| 乞食と若様     | 1963年11月4日 - 12月30日 | 9    | テレビドラマ |                      |
| コーサラの王子 | 1964年1月6日 - 3月30日   | 13   | 人形劇       | 吉田比砂子           |
| ああ無情       | 1964年4月6日 - 6月29日   | 13   | テレビドラマ | ヴィクトル・ユーゴー |
| 風の中の子ども | 1964年7月6日 - 9月28日   | 13   | テレビドラマ | 坪田譲治             |